# موگه بوز
موگه بوز (انگلیسی: Müge Boz؛ زادهٔ ۱۳ آوریل ۱۹۸۴) بازیگر، مدل اهل ترکیه است.